# جورج ستيوارت (لاعب كرة قدم)
جورج ستيوارت (بالإنجليزية: George Stewart)‏ (11 فبراير 1927 في المملكة المتحدة - 4 يونيو 2011 في المملكة المتحدة) هو مدرب كرة قدم ولاعب كرة قدم بريطاني في مركز الهجوم. لعب مع كوفنتري سيتي ونادي أكرينغتون ستانلي ونادي دندي ونادي سانت ميرين ونادي كارلايل يونايتد ونادي ووستر سيتي وBuckie Thistle F.C. ‏.